# Prawybory prezydenckie Partii Demokratycznej w 1916 roku
Prawybory prezydenckie Partii Demokratycznej w 1916 roku – seria prawyborów, która wyłoniła delegatów na konwencję Partii Demokratycznej, aby uczestniczyli w wyborze kandydata Partii Demokratycznej w wyborach prezydenckich w Stanach Zjednoczonych. Wybierani delegaci byli przypisani do konkretnego kandydata, którego popierali. W wyniku prawyborów najwięcej delegatów pozyskał urzędujący prezydent Woodrow Wilson, który na konwencji został wybrany oficjalnym kandydatem Partii Demokratycznej w wyborach prezydenckich w 1916 roku.

## Wyniki
W głosowaniu powszechnym wyłoniono 54% delegatów, którzy wybrali partyjnego kandydata na prezydenta na konwencji Partii Demokratycznej.
| Kandydat          | Głosy powszechne | Głosy powszechne |
| Kandydat          | Liczba           | %                |
| ----------------- | ---------------- | ---------------- |
| Woodrow Wilson    | 1 188 978        | 98,77            |
| Robert G. Ross    | 9417             | 0,24             |
| Henry Ford        | 3284             | 0,78             |
| Inni kandydaci    | 896              | 0,07             |
| Champ Clark       | 802              | 0,07             |
| William Bryan     | 282              | 0,02             |
| Judson Harmon     | 31               | 0,00             |
| James E. Campbell | 27               | 0,00             |

## Następstwa
Konwencja Partii Demokratycznej odbyła się w dniach 14-16 czerwca 1916. Zwycięzca prawyborów i urzędujący prezydent Woodrow Wilson, został wyznaczony na kandydata na prezydenta, a Thomas Marshall na kandydata na wiceprezydenta. Kandydaci Demokratów wygrali wybory prezydenckie w Stanach Zjednoczonych w 1916 roku.